# Гроб на незнайния воин (Добринище)
Гробът на незнайния войн е военен паметник в град Добринище, България.
Паметникът е издигнат в 1933 година в местността Матевец, над гроба на българския артилерист Иван Маринкин от Самоковско, убит в Междусъюзническата война през 1913 година. Настъпващите гръцки войски по Места достигат Добринища и една гръцка батарея заема позиция на Шебелица в местността Свети Връч. Първа рота на настъпилата откъм Юндола Втора пехотна тракийска дивизия се отлонява по река Елешница и заема позиция в местността Матевец срещу гръцката батарея на Свети Връч. Мерачът Иван Маринкин е убит, но гръцката батарея е разбита и отстъпва през Шебелица до Неврокоп.
Паметникът представлява висока около 1,5 m пирамида, на която е изписано:
| „ | † Гробъ на незнайния войнъ Умрѣ за България Отъ трудовацитѣ и добринищани 1933 г. | “ |

Паметникът е включен в Регистъра на военните паметници в България. В 1992 година е обявен за исторически обект на културното наследство.